# آنتونی، دوک بارابانت
آنتونی،دوک بارابانت (انگلیسی: Anthony, Duke of Brabant؛ اوت ۱۳۸۴ – ۲۵ اکتبر ۱۴۱۵)دوک مشترک لوکزامبورگ و فرزند فیلیپ دوم، دوک بورگوندی و مارگارت سوم  بود او همچنین برادر ژان بی‌باک دوک بورگوندی بود، او نخستین دوک بارابانت از دودمان والواها بود او در سی و یک سالگی در نبرد آزینکورت علیه نیروهای انگلستان شرکت کرد و جان خود را از دست داد.

## ازدواج
او در سال ۱۴۰۲ در آراس در شمال فرانسه امروزی ازدواج و دو فرزند حاصل ازدواج وی بودند.